# Alexander Ludwig
Alexander Richard Ludwig (ur. 7 maja 1992 w Vancouver) – kanadyjski aktor filmowy i telewizyjny.

## Życiorys
Urodził się jako syn aktorki Sharlene Martin i przedsiębiorcy Haralda Horsta Ludwiga, jednego z prezesów przedsiębiorstwa branży filmowej Lions Gate Entertainment. Po ukończeniu szkoły średniej rozpoczął studia aktorskie na University of Southern California. Jako aktor dziecięcy zadebiutował w 2000 w produkcji Buddy, pies na gole, grywał następnie epizodyczne role w filmach kinowych i telewizyjnych. W 2007 otrzymał główną rolę w filmie fantasy Ciemność rusza do boju, dwa lata później wystąpił w Górze Czarownic u boku Dwayne'a Johnsona. W 2012 pojawił się w roli Cato w Igrzyskach śmierci, otrzymując za nią m.in. nagrodę MTV Movie Award w kategorii „najlepsza walka”. W 2014 dołączył do obsady Wikingów jako Björn Żelaznoboki, jeden z synów Ragnara Lodbroka.

## Wybrana filmografia
- 2000: Buddy, pies na gole
- 2000: MVP: Most Valuable Primate
- 2005: Eve and the Fire Horse
- 2006: Drobnostka zwana morderstwem
- 2007: Ciemność rusza do boju
- 2007: The Sandlot: Heading Home
- 2009: Góra Czarownic
- 2012: Igrzyska śmierci
- 2013: Jeszcze większe dzieci
- 2013: Ocalony
- 2014: Wikingowie (serial TV)
- 2014: When the Game Stands Tall
- 2015: Blackway
- 2020: Bad Boys for Life
- 2024: Bad Boys: Ride or Die[1]